# Schweddrich
Als  Schweddrich wird  eine stationäre Fischfangeinrichtung an Mühlwehren bezeichnet.

## Namensdeutung
Schweddrich, auch Schwäderich leitet sich ab von schwadern, schwädern – eine Bezeichnung für die plätschernde Bewegung des Wassers, auch für Überschwanken, plätschern.

## Funktionsweise

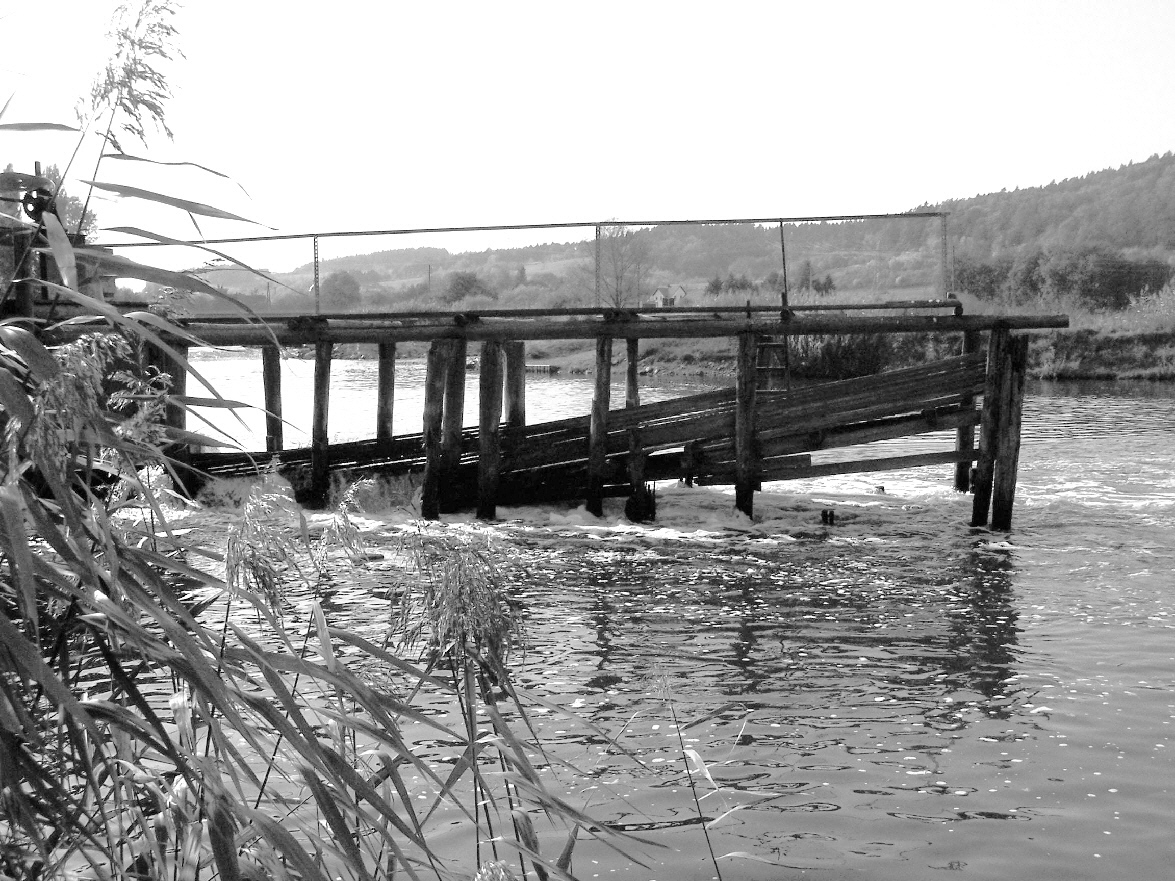
Seitenansicht

Das Fanggerät besteht aus einem speziell gestalteten Lattenrost, der hinter einem separaten Schütz des Wehres installiert ist und nur zum Zweck des Fischfangs geöffnet wird.
Kurz nach dem Verschließen des Mühlradschützes strömt das Flusswasser mit hoher Geschwindigkeit in die nun freigegebene Schleusenöffnung des Schweddrich. Die noch im Oberstrom im Nahbereich des Wehres  befindlichen Fische werden durch die Sogwirkung  auf den Lattenrost gespült, wo die größeren Exemplare liegen bleiben und durch den Fischer abgelesen werden können. Kleine Fische sollen hingegen unbeschadet durch die Latten hindurchfallen und über das unterstromseitige Abflussbecken in das Flussbett zurückfinden.
Um das Entweichen von Fischen zu Verhindern sind sowohl die Seitenwände als auch der Schweddrichboden durch entsprechende Verschalungen und Absätze gesichert.
Zum Abtransport  der Fische wurden Säcke oder Körbe benutzt. Dazu befindet sich seitlich neben dem Schweddrich-Rost eine stegartige Zuwegung, die den Abtransport erleichtern soll.

## Der Schweddrich von Sallmannshausen an der Werra

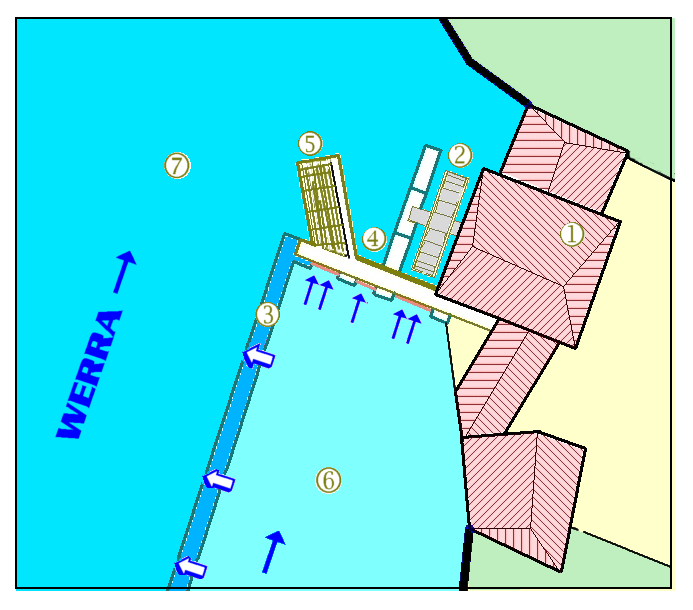
Der Sallmannshäuser Schweddrich

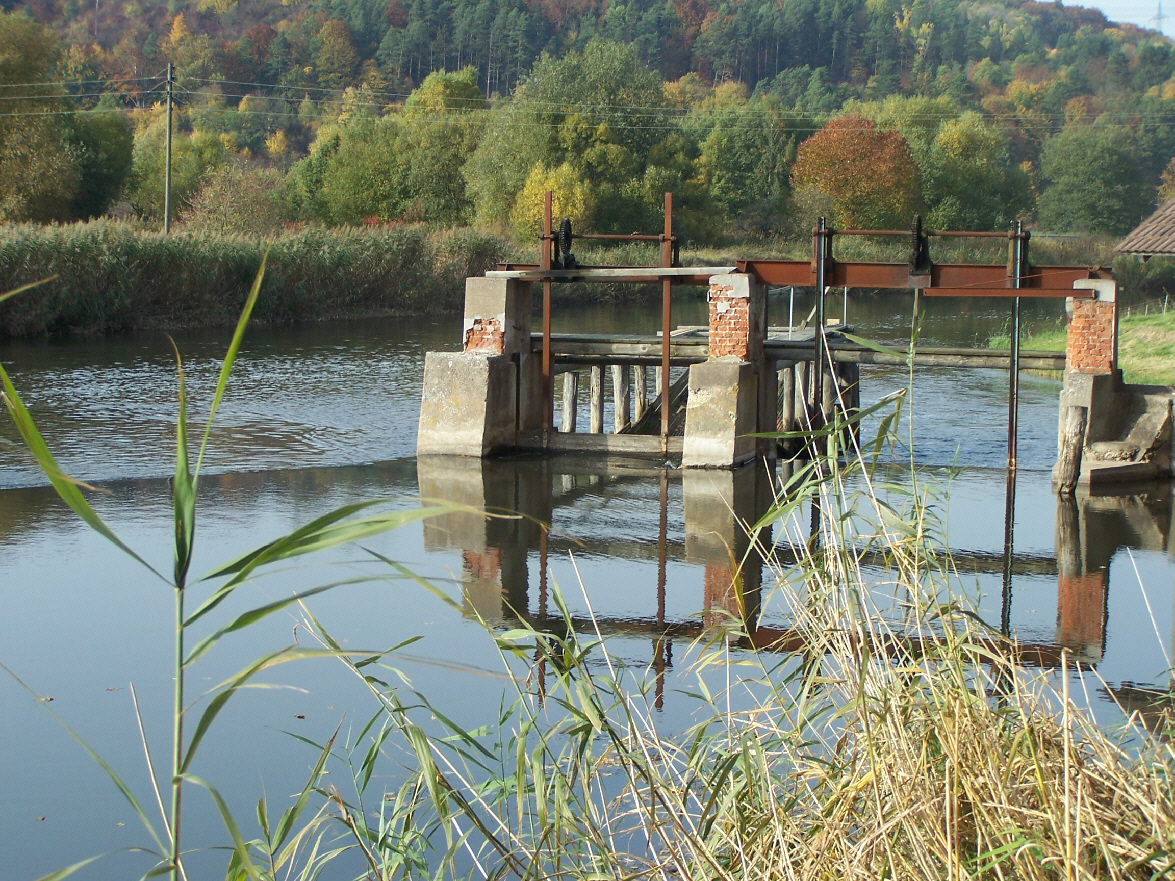
Blick von Oberstrom

Die beigefügte Abbildung und Fotos dokumentieren einen denkmalgeschützten Schweddrich an der Werra bei Sallmannshausen. Das unterschlächtige Mühlrad (2) der Werramühle (1) befindet sich im Scheitelpunkt einer Flussbiegung der Werra. Zum Betrieb der Mühle wurde ein speziell dimensioniertes, querliegendes Wehr (3) in der Werra eingefügt, welches zugleich auch die bis in die 1920er Jahre betriebene Holzflößerei ermöglichen musste. Zum Betrieb der Mühle und des Schweddrich (5) wurden  entsprechende Schütze (4) am Ende des Wehres eingebaut, mit denen durch die Müller/Fischer die Wasserführung zwischen Oberstrom (6) und Unterstrom (7) gesteuert werden konnte.
Das Recht, Fische auf die geschilderte Weise zu fangen, war mindestens 150 Jahre mit der Sallmannshäuser Mühle verbunden. Im Jahr 1857 war ein Leichnam am Schweddrich angespült worden und in diesem Zusammenhang wurde die ungewöhnliche Fangtechnik an der Mühle beschrieben.

## Historische Belege
Schwädderich oder Schwederich ...
 Das sind Aalkästen, die seit ältester Zeit an Mühlen angebracht sind, mit einer Länge von 5 bis 10 m, mit 1 bis 2 m Breite und etwa 1 m Höhe. Der Müller lässt nachts bei stillstehendem Betriebe das Wasser in den Aalkasten oder Schwedderich einlaufen, es fließt durch die 1 bis 2 cm breiten Spalten des Lattenbodens ab, während die Aale, die nachts bach- oder flußab treiben, in dem Kasten zurückgehalten werden. Diese sehr alten Rechte der Müller bestehen noch heute an einzelnen Gewässern, häufig sind sie bereits gesetzlich verboten. Ihre Erhaltung an einzelnen Flußläufen erklärt sich lediglich aus der sehr unterschiedlichen Behandlung, die die Duldung dieser Aalfallen im Laufe der Jahrhunderte an den einzelnen Flußläufen erfuhr. Die Werra-Fischordnung von 1627 verbot lediglich das Leuchten bei den Schwederichen der Müller.
Die älteste Jenaische Fischordnung von 1752 enthält folgende Vorschrift:
Es soll kein Müller oder der, so ein eigenes Fischwasser hat, weder Tag noch Nacht einen Schwädrich  anhangen...
Eine Fischordnung des Landgrafen Georg von Hessen vom 8. April 1642 ordnet an:
Es sollen auch die schwedrich und tagköcher in gemeinen heg- und zinßwassern gantz verbotten seyn.